# Colesberg
Colesberg (früher Towerberg) ist ein Ort in der südafrikanischen Provinz Nordkap. Er ist Verwaltungssitz der Gemeinde Umsobomvu im Distrikt Pixley Ka Seme.

## Geographie
Colesberg ist ein ländlicher Ort in der östlichen Karoo. Er liegt an den Nationalstraßen N1 und N9. 2011 hatte er 16.869 Einwohner. Zum Ort gehört das frühere Township Kuyasa östlich des Zentrums. Westlich liegt der kegelstumpfförmige Coles Kop, der auch Towerberg genannt wurde.

## Geschichte
Der Ort wurde 1830 anstelle einer 1814 entstandenen Missionsstation der London Missionary Society gegründet und ist damit eine der ältesten von Europäern gegründete Siedlung der Region. Anfangs hieß der Ort Towerberg nach dem nahegelegenen Berg, später wurde er nach dem damaligen Gouverneur der Kapkolonie benannt, Sir Galbraith Lowry Cole. Zu den ersten Einwohnern gehörten einige der britische Siedler von 1820. Colesberg war für viele Jäger und Abenteurer der letzte Außenposten der Kapkolonie auf dem Weg in das Innere des Kontinents. 1840 erhielt Colesberg Gemeindestatus. 1854 wurde eine anglikanische, neun Jahre später eine niederländisch-reformierte Kirche errichtet. Im Zweiten Burenkrieg fiel die Stadt 1900 an die Briten, nachdem sie Colesburg vom Coles Kop aus beschossen hatten.

## Wirtschaft und Verkehr
Haupteinnahmequelle ist die Schafzucht, insbesondere von Merinoschafen, und Pferdezucht. Daneben gibt es Tourismus. Colesberg hat Bedeutung als Zwischenstation für Reisende.
Colesberg ist ein Verkehrsknoten. Die Stadt liegt an der N1, die unter anderem Johannesburg und Kapstadt verbindet. Die N9 führt südwärts nach Middelburg und weiter bis George. Die R58 verbindet Colesberg Richtung Osten mit Aliwal North und Elliot. Die R717 führt nordwärts nach Philippolis, die R369 nordwestwärts nach Petrusville. Der Bahnhof Colesberg befindet sich östlich von Kuyana an der Bahnstrecke Bloemfontein–Beaufort West, die annähernd parallel zur N1 verläuft, und dient dem Güterverkehr. Personenzüge von Johannesburg nach Gqeberha fahren dort durch.

## Sehenswürdigkeiten
Colesberg verfügt im Zentrum über zahlreiche denkmalgeschützte Häuser aus dem 19. Jahrhundert, deren Architektur teils kapholländisch, teils georgianisch inspiriert ist. Das Colesberg-Kemper Museum zeigt unter anderem eine Sammlung von 1880. In der Nähe liegt das Doornkloof Nature Reserve.

## Persönlichkeiten
In der Nähe von Colesberg wurde der spätere Präsident der Südafrikanischen Republik, Paul Kruger (1825–1904), geboren.